# Meta atuarial
Meta atuarial, dentro do contexto econômico brasileiro, é a rentabilidade mínima necessária das aplicações financeiras, ou seja, um valor do qual  faça o investimento de dinheiro e/ou tempo valer a pena. Essa meta precisa ser aplicada em planos de previdência com benefícios definidos (BD), aquele do qual o participante já sabe qual será o valor que será recebido no resgate.  A meta atuarial é fixada, geralmente, como sendo a taxa de juros adotada na avaliação atuarial conjugada a um índice de inflação.
Esses cálculos são feitos pelo atuário levando-se em consideração variáveis diversas como por exemplo faixa etária atual dos participantes do plano, hábitos, gênero, etc. Isso é feito para que valor previsto para garantir o cumprimento dos compromissos futuros que serão resgatados ao fim do período.